# Agujaceratops mariscalensis
Agujaceratops mariscalensis ("Cara con cuerno de Aguja de las Montañas Mariscal") es una especie y tipo del género Agujaceratops de dinosaurio ornitisquio ceratopsiano que vivió a finales del período Cretácico, hace aproximadamente entre 75 y 70 millones de años durante el Campaniense en lo que es hoy Norteamérica. Originalmente fue considerado como parte del género Chasmosaurus, pero fue encontrado lejos de los lugares donde este último era común. Encontrado en 1938, en el Parque nacional Big Bend por William Strain. Este material fue estudiado por Lehman en 1989 y nombrado como Chasmosaurus mariscalensis. Se conoce sólo del holotipo UTEP P.37.7.086, un cráneo adulto parcial que incluye la caja craneana, resto de un cuerno supraorbital, maxilar izquierdo y un dentario derecho. El material adicional se asoció con el holotipo, pero que no se consideran parte de ella. Todas los restos de Agujaceratops se obtuvieron de la parte superior de la Formación Aguja, que data de 75 a 73,5 millones de años, en el Parque nacional Big Bend, en el Condado Brewster. Tras el análisis dio como resultado que el taxón debería estar colocado en su propio género. Agujaceratops fue nombrado por Spencer G. Lucas, Robert M. Sullivan y Hunt Adrian en 2006 y la especie tipo es Agujaceratops mariscalensis. Agujaceratops es similar a ambos, Pentaceratops y Chasmosaurus. Su volante corto sugiere que probablemente no era un antepasado de Pentaceratops.